# Hamptjärnen (Ytterlännäs socken, Ångermanland)
Hamptjärnen är en sjö i Kramfors kommun i Ångermanland och ingår i Ångermanälven-Gådeåns kustområde. Sjön är 5,7 meter djup, har en yta på 0,0712 kvadratkilometer och är belägen 147,6 meter över havet.

## Delavrinningsområde
Hamptjärnen ingår i det delavrinningsområde (698665-159406) som SMHI kallar för Mynnar i Grössjöbäcken. Medelhöjden är 152 meter över havet och ytan är 2,84 kvadratkilometer. Det finns inga avrinningsområden uppströms utan avrinningsområdet är högsta punkten. Vattendraget som avvattnar avrinningsområdet har biflödesordning 2, vilket innebär att vattnet flödar genom totalt 2 vattendrag innan det når havet efter 2 kilometer. Avrinningsområdet består mestadels av skog (53 procent). Avrinningsområdet har 0,07 kvadratkilometer vattenytor vilket ger det en sjöprocent på 1,8 procent. Bebyggelsen i området täcker en yta av 0,75 kvadratkilometer eller 19 procent av avrinningsområdet.